# Alpella Spor Kulübü
L'Alpella Spor Kulübü o Alpella BK, va ser un desaparegut club de bàsquet professional turc.
El club es va fundar com a successor del club Ülkerspor, després que la corporació Ülker, propietària i patrocinadora del club, decidís abolir-lo i passar a patrocinar el Fenerbahçe que es va conèixer llavors com Fenerbahçe Ülker.
L'Alpella va jugar la final de la Copa presidencial turca contra l'Efes Pilsen el 2006. També van jugar durant dos temporades a la Lliga turca de bàsquet de primer nivell, les temporades 2006-07 i 2007-08. Finalment, els seus drets de lliga van ser comprats pel Trabzonspor, després que el club fos descendit a la TB2L, després de la temporada 2007-08.

## Palmarès
- Copa presidencial turca[1]
  - Finalistes (1): 2006